# طابع مقلوب

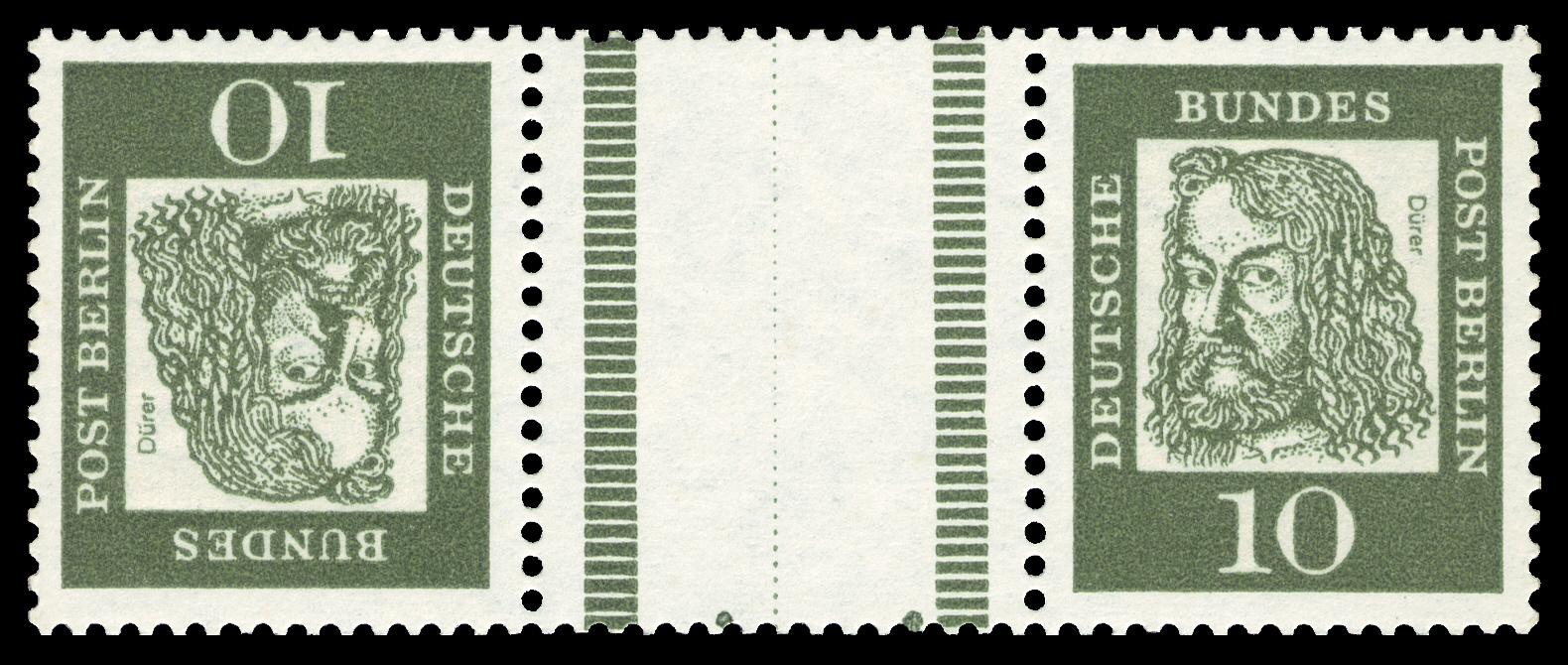
طابع مقلوب

الطابع المقلوب (بالإنجليزية: Tête-bêche)، في هواية جمع الطوابع البريد، (وتعني بالفرنسية "رأساً برأس") هو زوج من طوابع البريد المتصلة طبع أحدهما مقلوباً بالنسبة للآخر، يطبع كذلك عن قصد أو عن غير قصد. مثل أي زوج من الطوابع، يمكن أن يكون زوج من الطوابع مقلوباً رأسياً أو أفقياً. وفي حالة وجود زوج من الطوابع المثلثة، لا يمكن ذلك إلا أن يكونا مرتبطين "رأساً بذيل".

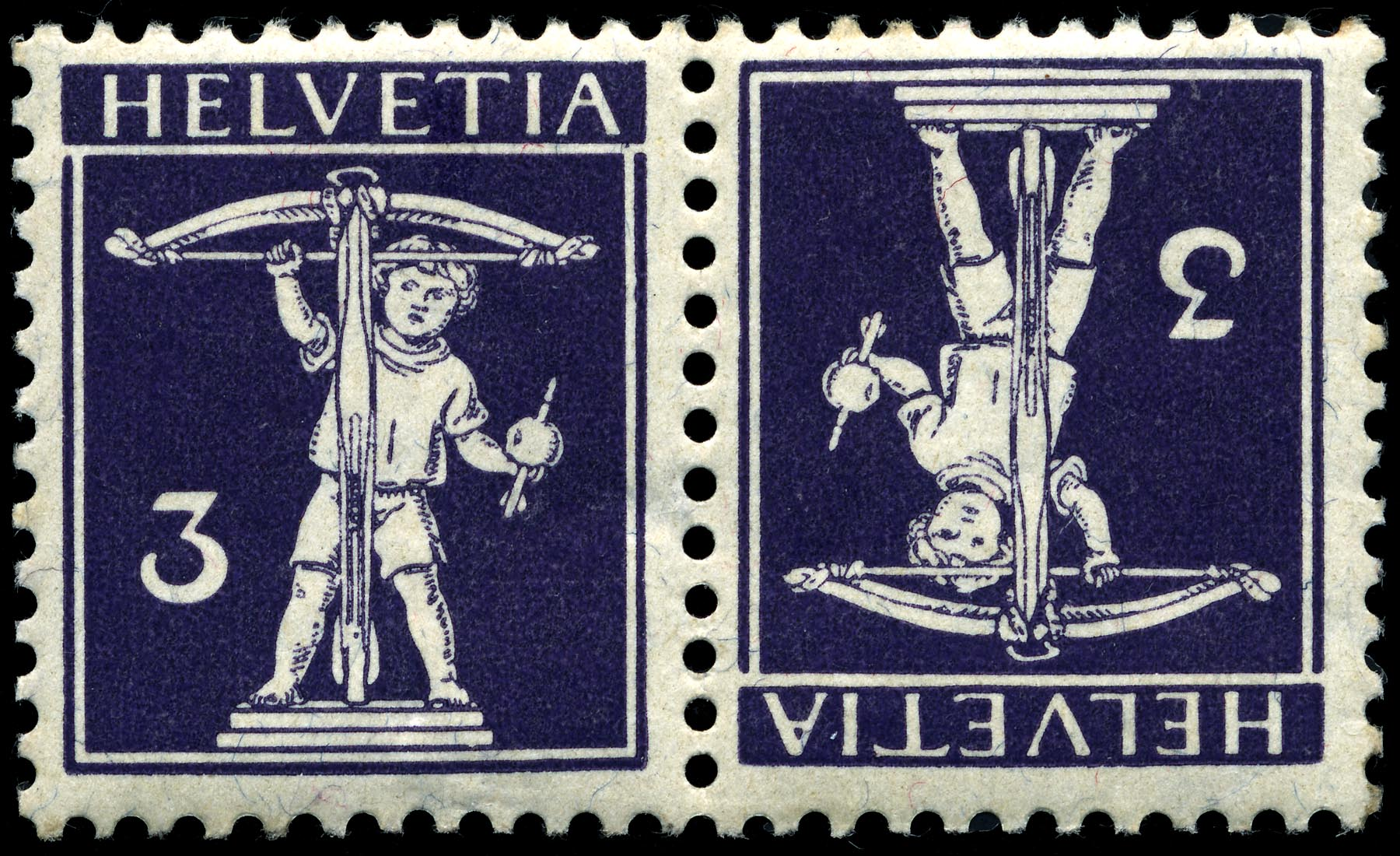
تعتبر الأزواج المقلوبة Tête-bêche والتي صممها "ابن ويليام تيل" السويسري في عام 1910 شائعة نسبياً في هواية جمع الطوابع

من الممكن أن تؤدي الأخطاء الطباعية أثناء عملية الإنتاج إلى حدوث أخطاء آلية. أثناء طباعة الطوابع الخاصة بالكتيبات البريدية، عادةً ما تُطبع صفحات الطوابع في مضاعفات من لوحة طباعة أكبر. وهذا يمكن أن يؤدي إلى ظهور أزواج من الطوابع المتداخلة. تُطبع معظم طوابع الكتيبات في صفائح تحتوي كل منها على 4 كتيبات.
عند النظر إلى مثل هذه الورقة، يأتي كتيبان أحدهما فوق الآخر من جهة اليسار، بينما تأتي الورقتان الأخريان من جهة اليمين اللتان تبدوان مقلوبتين. وبالتالي، حيث تلتقي أعمدة الطوابع من كل جانب يوجد صف من الطوابع الرباعية. من غير المعتاد أن تجد هذه الأزواج طريقها إلى النظام البريدي، حيث تقطع الأوراق إلى صفحات كتيب فردية قبل تجليدها في مجموعة كتيب طوابع البريد.
تتضمن المجموعة المكونة من 24 طابعًا من طوابع الماكينات فئة 5 د.أ. وقد بيعت في عام 1970، في سياق العمل المعتاد، من قبل مكتب البريد البريطاني، وهي معروضة من قبل أحد أعضاء اللجنة الاستشارية لطوابع البريد الملكي البريطاني.

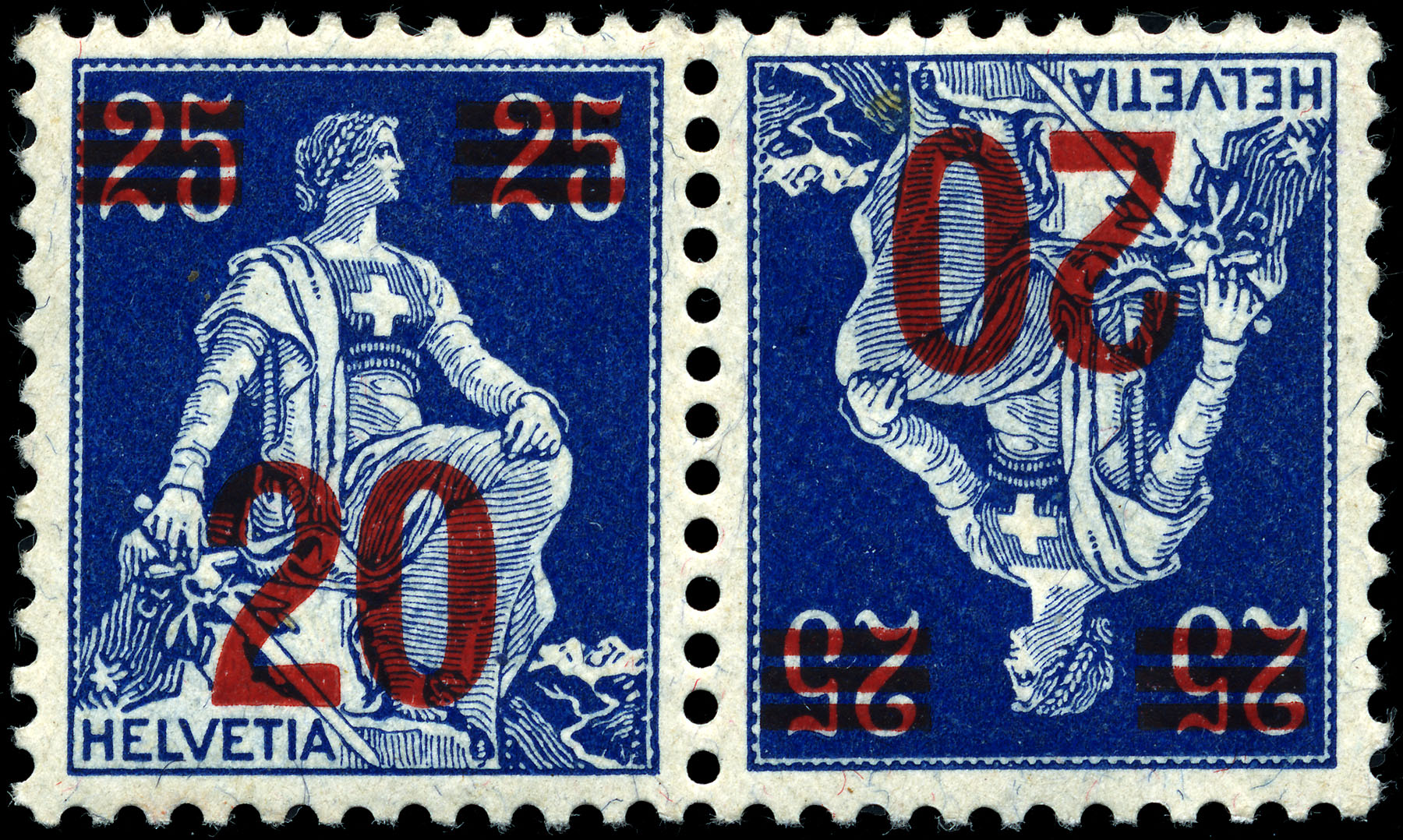
تطلّب تخطيط الطوابع المقلوبة Tête-bêche أن ترتب الطبعات الفوقية للطوابع في سويسرا لعام 1921 لتتناسب مع التخطيط

.

## روابط خارجية
- Pair of France: 1853–61, 1 franc carmine tête-bêche Napoleon stamps المكتبة البريطانية